# 馬紹雲
斯蒂文·马歇尔（英語：Steven Spence Marshall；1968年1月21日—），中文名马绍云，是一位澳大利亚政治人物，曾任南澳大利亚州州长，他自2010年起出任南澳大利亚州议会议员。
2013年至2018年，马歇尔擔任南澳反對黨領袖及南澳自由黨黨魁。2018年州選中，马歇尔領導的南澳自由黨獲勝並組閣。2022年州選中，马歇尔領導的南澳自由黨失利下野，彼得·马林瑙斯卡斯領導南澳工黨組閣，他亦宣布不再擔任黨魁。

## 早年生涯
馬紹雲在晉身議會前，長期在諾活生活。小學就讀伊埠敦小學（Ethelton Primary School）、中學就讀伊曼紐爾中學（Immanuel College），其後南澳州技術學院（今南澳大學）修讀商科。 並在英國杜倫大學完成工商管理碩士學位。
1997年，馬紹雲繼承父親家業，經營馬氏傢俬（Marshall Furniture），擔任公司常務董事。 期間，馬紹雲主張僱用殘疾人士，使馬氏傢俬獲得2001年度南澳州小型企業獎。直到2001年，隨著進口價格逐漸加重公司營運壓力；馬紹雲逼使將家業售予史泰仁霍夫國際（Steinhoff International），此後曾出任史泰仁霍夫董事局成員。其後馬紹雲在不同南澳州企業工作，包括Jeffries公司主席、米歇爾有限公司總經理。
2010年在馬紹雲進入政圈前，曾出任南澳州製造業諮詢委員會委員。

## 議會生涯
在2010年州選中，馬紹雲代表自由黨出戰諾活選區並贏得席位晉身眾議局。2011年，反對黨重組影子內閣，馬紹雲出任影子工貿司、影子防衞司、影子小型企業司、影子科學及資訊經濟司、影子環境保育司、影子可持續發展及氣候變化事務司。
2012年8月，馬紹雲表示將會簽署承諾，不會挑戰自由黨主席黎敏儀（Isobel Redmond）、副主席韋廉明（Mitch Williams）之黨領袖地位。 但在2012年10月19日，馬紹雲聯同司馬田（Martin Hamilton-Smith）宣佈挑戰黎敏儀、韋廉明地位。經過投票後，黎敏儀獲留任黨主席，而馬紹雲出任副主席。

### 反對黨領袖
2013年1月31日，黎敏儀辭去反對黨領袖、自由黨主席一職。馬紹雲亦被視為主席繼任人選。2013年4月，馬紹雲當選成為反對黨領袖、自由黨主席，成為第五位出任反對黨領袖的自由黨員。
2014年州選前夕，馬紹雲不慎失言指：「若南澳州希望轉變，渴望更美好的未來、經濟增長，就要投票支持工黨。」馬紹雲出戰鄧士騰選區（前稱諾活選區），自由黨亦取得都會區九個席位。自由黨獲22席，較工黨少僅僅一席。時任工黨州長韋瑟里爾領導下的少數派政府下，馬紹爾繼續擔任反對黨領袖。而司馬田則以獨立人士加入工黨政府。 

## 外部連結
- 馬紹雲官方网站 （页面存档备份，存于）
- 南澳州議會：履歷 （页面存档备份，存于）
- 自由黨：履歷 （页面存档备份，存于）